# Lineus longissimus
Lineus longissimus (лат.) — вид немертин из класса невооружённых (Anopla).

## Описание
Длина может достигать 55—60 метров (чаще гораздо меньше), что делает их самыми длинными животными на планете (синий кит достигает 33 метров, португальский кораблик — до 50, арктическая цианея — до 36).
Окраска молодых особей варьируется от светлой оливково-коричневой до темно-бурой, у взрослых — от красновато-коричневой до чёрной. Этот вид является самым длинным представителем Немертин, как правило, от 5 до 15 м, но может достигать более 30 м, несмотря на диаметр тела в 5—10 мм. Хищники и падальщики. Передвигаются как и другие черви мускульными сокращениями тела.
Распространены в литоральной зоне солоноватых вод у побережья морей северо-западной Европы, в северо-восточной Атлантике вокруг Британских островов и вдоль норвежского побережья вплоть до Северного моря и Балтийского моря.
Впервые этот вид был формально описан в 1770 году как Ascaris longissima (ныне Lineus longissimus), норвежским натуралистом и епископом Йоханом Гуннерусом. Вид относится к роду Lineus, описанному в 1806 году британским натуралистом Джеймсом Сауэрби (1757—1822) и включающему около 15 видов (Sowerby, 1804—1806).